# Owey Island
Owey Island (iriska: Uaigh) är en ö i republiken Irland. Den ligger i grevskapet County Donegal och provinsen Ulster, i den norra delen av landet, omgiven av Atlantens vatten. Arean är 1,8 kvadratkilometer.
Terrängen på Owey Island är platt. Öns högsta punkt är 91 meter över havet. Den sträcker sig 1,7 kilometer i nord-sydlig riktning, och 1,6 kilometer i öst-västlig riktning. Owey Island består i huvudsak av gräsmarker och ödemark.
Ön är svårtillgänglig eftersom det saknas broförbindelse och reguljär färjetrafik. Från 1977 och 25 år framåt var ön näst intill obebodd. Dessförinnan hade ön omkring 100 invånare. När invånarna lämnade ön skadades och raserades byggnader av de kraftiga vindarna. Därefter reste några syskon över till ön för sommarboende i enkelhet, och med tiden rustades byggnader upp och några nya tillkom. Ön har 20–30 bosatta under sommarhalvåret (2025) och en del turister under somrarna. Owey Island saknar elektricitet, rinnande vatten och butiker. Istället används gas, solenergi och regnvatten. Det finns ett mindre vandrarhem och möjlighet till camping. Det är främst lugnet och naturen som lockar boende och besökare.